# San Sebastián (Wenezuela)
San Sebastián – miasto w Wenezueli, w stanie Aragua.